# Squid Game (criptomoneda)
Squid Game o també anomenada SQUID és una criptomoneda apareguda als voltants del 14 d'octubre de 2021 i que s'inspirà en el nom en anglès de la sèrie Ojingeo Geim. El dilluns 1 de novembre de 2021 el preu d'aquesta criptomoneda es desplomà després que els fundadors anònims desconnectessin el token i es retiressin amb tots els guanys de totes les persones que invertiren en la criptomoneda.

## Història
El preu inicial de SQUID el 26 d'octubre de 2021 havia sigut de 0,01 i el valor del token augmentà de forma dràstica, i en 72 hores ja rondava els 4,42 dòlars amb un creixement del 44100%, i el dilluns 1 de novembre el preu ja era de 38 dòlars amb un augment del 380000%, però llavors en un lapse de 20 minuts passà dels 628,33 a les 3:20 hores de la matinada als 2856,64 a les 3:35 de la matinada amb un creixement del 7500% en tres hores, i llavors es desplomà un 99,99% a 0,0007 a les 3:40 de la mateixa matinada. Aquest moviment conegut com a "estirada de l'estora" és quan els desenvolupadors volen cobrar ràpidament el preu de valor real de la criptomoneda i esgoten tot el fons de cop, fent que aquest valor no es pugui sostenir i es desplomi. El lloc web configurar pel token llavors es desconnectà, i durant el cap de setmana la plataforma de seguiment de criptomonedes CoinMarketCap, reportaria que els usuaris no podien vendre tokens durant almenys tres anys gràcies al sistema antidumping, pel qual tots els qui compraren la criptomoneda no podien fer res per salvar ni protegir la seva inversió.
A més de la criptomoneda, els desenvolupadors també generaren un sistema de contractes anomenat Marbles, que eren actius que es guanyaven participant en una mena de joc similar a la sèrie de Netflix, en el qual els guanyadors acumulaven monedes i eren els únics que podien vendre les SQUID al mercat obert. Per a participar en el primer joc, els jugadors pagaven una tarifa de 456 SQUID i si volien recuperar els diners, necessitaven almenys tenir aquesta quantitat al seu compte, però si decidien jugar i fallaven el primer nivell, la xifra es perdia per sempre. En desconnectar-se el lloc web del projecte, tots els participants que havien decidit jugar-hi perderen també la possibilitat de recuperar els diners de totes maneres. El compte oficial de Twitter del token Squid Game, que havia acumulat més de 57.000 seguidors, acabà sent subjecte de restriccions temporals a causa d'"activitat inusual", perquè en els darrers dies moltes de les publicacions del compte tenien les respostes desactivades, ja que amb aquesta estratègia volien evitar rebre més respostes i comentaris d'usuaris denunciant que el projecte com una estafa.
Malgrat els avisos i advertències sobre la dubtosa veracitat del projecte, diversos mitjans el promocionaren publicant notícies sobre com havia guanyat valor virtual ràpidament. Amb articles a la premsa que afirmaren que una bona manera d'expressar el suport a la sèrie original en què es basava la criptomoneda, era jugar amb aquesta criptomoneda, tot i advertir que els suposats guanys amb aquesta criptomoneda no es podien reinvertir o bescanviar, i que els desenvolupadors es quedaven un 10% de la inversió inicial.
En investigar-se l'activitat de la cartera virtual del projecte, s'afirmà que els desenvolupadors del joc van esfumar-se amb aproximadament 2,5 milions de dòlars no localitzables després d'utilitzar l'aplicació Tornado Cash, un lloc web utilitzat per privatitzar i amagar transaccions a la cadena de blocs i per "netejar" els fons robats.